# Platycraniellus elegans
Platycraniellus elegans és una espècie extinta de cinodont basal que visqué durant el Triàsic. Es tracta de l'única espècie del gènere Platycraniellus. Se n'han trobat restes fòssils a Sud-àfrica. Tenia el musell curt. L'holotip a partir del qual fou descrit és un crani complet amb fragments del maxil·lar inferior, un húmer dret parcial, un fragment d'os que podria ser un omòplat i alguns ossos indeterminats units al crani.